# Simboli della Basilicata
Lo stemma della regione Basilicata è costituito da uno scudo sannitico di color argento riportante quattro fasce ondate azzurre. Fu adottato nel 1973.

## Caratteristiche

Gonfalone regionale

Un primo stemma per la Basilicata era stato proposto nel 1910, quest'arme, presentava uno scudo d'oro con, nella parte superiore, una testa d'aquila strappata di nero coronata dello stesso, mentre nella parte inferiore vi erano tre onde d'azzurro. Era sostanzialmente quello del Giustizierato di Basilicata (benché il Giustizierato ne usasse diverse con colorazioni diverse). Oggi, la provincia di Potenza ne usa uno simile. 

Lo stemma del Giustizierato di Basilicata, e inizialmente proposto come stemma della regione.

Lo stemma attualmente in uso fu adottato con legge regionale n. 12 del 22 giugno 1973, e l'articolo 1 della stessa legge stabilisce che: «Lo stemma della Regione Basilicata è costituito da una fascia di quattro onde di azzurro in campo argento».
Le quattro fasce azzurre indicano i fiumi principali della regione (pur se non indicati esplicitamente, essi sono, secondo una convenzione del 1910, Bradano, Basento, Agri e Sinni). Il manuale ufficiale di identità visiva regolamenta tale disegno: esso deve venir riprodotto in blu Pantone 2945 mentre il colore argento (con un 15% di nero) deve riempire il fondo dello scudo, tuttavia sono consentite anche tre varianti, inoltre la dicitura "REGIONE BASILICATA" (in maiuscolo, col carattere Meta Plus e in una sola riga), deve ricadere centrale in basso allo stemma
Questo fu scelto per «l'elegante semplicità unita al simbolismo chiaro e significativo» tra i tre indicati dalla Commissione incaricata di proporre lo stemma; gli altri due prevedevano la rappresentazione di una catena di monti oppure il tempio di Hera noto come Tavole Palatine (presente in parte nello stemma della Provincia di Matera).

## Il gonfalone e la bandiera

Bandiera regionale

L'articolo 2 della legge del 22 giugno 1973 prevede che «il gonfalone è di colore azzurro mare, reca al centro lo stemma di cui all'articolo precedente e in alto l'iscrizione centrata Regione Basilicata. Il gonfalone si completa con il nastro tricolore (verde, bianco e rosso) frangiato d'oro annodato al di sotto del puntale.»

Variante della bandiera non ufficiale

La bandiera fece la sua prima apparizione il 4 novembre 1995 (giornata delle Forze Armate) quando il presidente della repubblica Oscar Luigi Scalfaro volle esibire in una sala del Quirinale le bandiere delle regioni italiane. È stata reintrodotta il 6 aprile 1999 (anche se non esiste un atto ufficiale in merito) ed ha lo stesso colore del gonfalone. Lo stemma occupa i 3/5 dell'altezza ed il drappo ha proporzione 2×3.
Esiste inoltre una variante non ufficiale con scritto sopra "Regione Basilicata"